# Republică parlamentară
     Monarhie constituțională cu monarh ceremonial
     Republică parlamentară cu președinte ceremonial
     Republică parlamentară cu președinte executiv
     Republică prezidențială
     Republică semiprezidențială: Președintele executiv este independent de legislativ; șeful guvernului este numit de președinte și răspunde în fața legislativului.
     Republică independentă de adunare: Șeful guvernului (președinte sau directorat) este ales de legislativ, dar nu este responsabil în fața acestuia.
     Republică teocratică: Liderul suprem este atât șef de stat, cât și șef religios și deține puteri executive și legislative semnificative
     Monarhie semiconstituțională: Monarhul deține putere executivă sau legislativă semnificativă.
     Monarhie absolută: Monarhul are putere nelimitată.
     Stat cu un singur partid: Puterea este legată constituțional de un singur partid politic.
     Juntă militară: Comitetul liderilor militari controlează guvernul; prevederile constituționale sunt suspendate.
     Guverne fără bază constituțională: Nu există o bază constituțională pentru regimul actual, adică guverne provizorii sau teocrații islamice.
     Teritorii dependente sau locuri fără guverne
Republica parlamentară este o republică în care guvernul își derivă legimitatea din parlament și este responsabil în fața acestuia. Există mai multe variații ale republicilor parlamentare. În cele mai multe cazuri, șeful guvernului deține puterea efectivă, în timp ce șeful statului are un rol preponderent ceremonial, similar celui al unui monarh constituțional. Unele republici parlamentare permit șefului statului să exercite puteri de rezervă ca arbitru imparțial al procesului politic. În general, republicile parlamentare conferă parlamentului cele mai înalte puteri suverane, iar guvernul depinde de încrederea acestuia pentru a rămâne în funcție.

## Istoric
În mod tipic, republicile parlamentare sunt state care au fost anterior monarhii constituționale cu un sistem parlamentar.
După înfrângerea lui Napoleon al III-lea în Războiul Franco-Prusac în 1870, Franța a devenit așa-numita A Treia Republică Franceză. Președintele celei de-a Treia Republici avea mult mai puține puteri executive decât președinții celor două republici anterioare. A Treia Republică a durat până la invazia Franței de către Germania nazistă în 1940. A Patra Republică Franceză a fost constituită după încheierea războiului în 1947.
A Patra Republică a cunoscut o perioadă de creștere economică importantă, de reconstrucție a instituțiilor sociale și a industriei naționale după război și integrarea europeană. Au fost făcute încercări de consolidare a puterii executive pentru a preveni instabilitatea care exista înainte de război, însă instabilitatea a persistat: în zece ani, au existat 20 de guverne. În plus, guvernul s-a dovedit incapabil să ia decizii eficiente privind procesul de decolonizare.
Ca urmare, A Patra Republică s-a prăbușit, iar Charles de Gaulle a primit puterea de a guverna prin decret, aceasta fiind ulterior legitimată prin aprobarea unei noi constituții într-un referendum din 28 septembrie 1958, ceea ce a condus la înființarea A Cincea Republici Franceze în 1959.

## Lista republicilor parlamentare complete
| Țară                  | Șef de stat ales de către | Structura camerală | Adopția republicii parlamentare | Forma guvernamentală anterioară                                                |
| --------------------- | --- | ------------------ | ------------------------------- | ------------------------------------------------------------------------------ |
| Albania               | Parlament, cu o majoritate de trei cincimi | Unicameral         | 1991                            | Stat unipartid                                                                 |
| Armenia               | Parlament, cu majoritate absolută | Unicameral         | 2018                            | Republică semiprezidențială                                                    |
| Austria               | Alegeri directe, prin sistem cu două runde | Bicameral          | 1945                            | Stat unipartid (Anschluss)                                                     |
| Bangladesh            | Parlament | Unicameral         | 1991                            | Republică prezidențială                                                        |
| Barbados              | Parlamentul, cu o majoritate de două treimi în cazul în care nu există o nominalizare comună | Bicameral          | 2021                            | Monarhie constituțională                                                       |
| Bosnia și Herțegovina | Alegerea directă a șefului colectiv de stat, prin vot first-past-the-post | Bicameral          | 1991                            | Stat unipartid (parte din Iugoslavia)                                          |
| Bulgaria              | Alegeri directe, prin sistem cu două runde | Unicameral         | 1991                            | Stat unipartid                                                                 |
| Croația               | Alegeri directe, prin sistem cu două runde | Unicameral         | 2000                            | Republică semiprezidențială                                                    |
| Cehia                 | Alegeri directe, prin sistem cu două runde (din 2013, anterior prin majoritate în parlament) | Bicameral          | 1993                            | Republică parlamentară (parte din Cehoslovacia                                 |
| Dominica              | Parlament, cu majoritate | Unicameral         | 1978                            | Stat asociat al Regatului Unit                                                 |
| Estonia               | Parlament, cu o majoritate de două treimi | Unicameral         | 1991                            | Stat unipartid                                                                 |
| Etiopia               | Parlament, cu o majoritate de două treimi | Bicameral          | 1991                            | Stat unipartid                                                                 |
| Fiji                  | Parlament, cu majoritate | Unicameral         | 2014                            | Dictatură militară                                                             |
| Finlanda              | Alegeri directe, prin sistem cu două runde | Unicameral         | 2000                            | Republică semiprezidențială                                                    |
| Georgia               | Delegați ai Parlamentului și ai regiunii, cu majoritate absolută (din 2024, anterior prin alegeri directe, prin sistem cu două runde)                                                                                            | Unicameral         | 2018                            | Republică semiprezidențială                                                    |
| Germania              | Convenție Federală, cu majoritate absolută | Bicameral          | 1949                            | Stat unipartid (Germania Nazistă)                                              |
| Grecia                | Parlament, cu majoritate | Unicameral         | 1975                            | Dictatură militară; monarhie constituțională                                   |
| Ungaria               | Parlament, cu majoritate | Unicameral         | 1990                            | Stat unipartid (Republica Populară Ungară)                                     |
| Islanda               | Alegerea directă a șefului colectiv de stat, prin vot first-past-the-post | Unicameral         | 1944                            | Monarhie constituțională (uniune personală cu Danemarca)                       |
| Italia                | Parlamentul și regiunea deleagă, cu o majoritate de două treimi; cu majoritate absolută, începând cu al patrulea tur de scrutin, dacă niciun candidat nu obține majoritatea menționată mai sus în primele trei tururi de scrutin | Bicameral          | 1946                            | Monarhie constituțională                                                       |
| India                 | Parlamentul și legislativul de stat, prin vot imediat | Bicameral          | 1950                            | Monarhie constituțională                                                       |
| Irak                  | Parlament, cu o majoritate de două treimi | Unicameral         | 2005                            | Stat unipartid                                                                 |
| Irlanda               | Alegeri directe, prin vot imediat | Bicameral          | 1949                            | Monarhie constituțională                                                       |
| Israel                | Parlament, cu majoritate | Unicameral         | 2001                            | Republică semiprezidențială                                                    |
| Kosovo                | Parlamentul, cu o majoritate de două treimi; cu o majoritate simplă, la al treilea tur de scrutin, dacă niciun candidat nu obține majoritatea menționată mai sus în primele două tururi de scrutin                               | Unicameral         | 2008                            | Misiunea de Administrație Interimară a Organizației Națiunilor Unite în Kosovo |
| Letonia               | Parlament | Unicameral         | 1991                            | Stat unipartid                                                                 |
| Lebanon               | Parlament | Unicameral         | 1941                            | Protectorat (Marele Liban)                                                     |
| Malta                 | Parlament, cu o majoritate de două treimi | Unicameral         | 1971                            | Monarhie constituțională                                                       |
| Mauritius             | Parlament, cu majoritate | Unicameral         | 1992                            | Monarhie constituțională                                                       |
| Moldova               | Alegeri directe, prin sistem cu două runde (din 2016; anterior de către parlament, cu o majoritate de trei cincimi) | Unicameral         | 2001                            | Republică semiprezidențială                                                    |
| Muntenegru            | Alegeri directe, prin sistem cu două runde | Unicameral         | 1992                            | Stat unipartid (parte din Iugoslavia și Serbia și Muntenegru)                  |
| Nepal                 | Parlamentul și legislativul de stat | Bicameral          | 2008                            | Monarhie constituțională                                                       |
| Macedonia de Nord     | Alegeri directe, prin sistem cu două runde | Unicameral         | 1991                            | Stat unipartid (parte din Iugoslavia)                                          |
| Pakistan              | Parlamentul și legislativul de stat | Bicameral          | 2020                            | Republică independentă de adunare                                              |
| Polonia               | Alegeri directe, prin sistem cu două runde | Bicameral          | 1989                            | Stat unipartid                                                                 |
| Samoa                 | Parlament | Unicameral         | 1960                            | Teritoriul de încredere din Noua Zeelandă                                      |
| Serbia                | Alegeri directe, prin sistem cu două runde | Unicameral         | 1991                            | Stat unipartid (parte din Iugoslavia și Serbia și Muntenegru)                  |
| Singapore             | Alegeri directe | Unicameral         | 1965                            | Singapore (Malaezia)                                                           |
| Slovacia              | Alegeri directe, prin sistem cu două runde | Unicameral         | 1993                            | Stat unipartid (parte din Cehoslovacia)                                        |
| Slovenia              | Alegeri directe | Bicameral          | 1991                            | Stat unipartid (parte din Iugoslavia)                                          |
| Somalia               | Parlament | Bicameral          | 2012                            | Stat unipartid                                                                 |
| Trinidad și Tobago    | Parlament | Bicameral          | 1976                            | Monarhie constituțională                                                       |
| Togo                  | Parlament | Bicameral          | 2024                            | Republică prezidențială                                                        |
| Vanuatu               | Parlament | Unicameral         | 1980                            | Condominium                                                                    |

## Lista republicilor parlamentare cu președinție executivă
| Țară             | Șef de stat ales de către | Structura camerală | Adopția republicii parlamentare | Forma guvernamentală anterioară        |
| ---------------- | ------------------------- | ------------------ | ------------------------------- | -------------------------------------- |
| Botswana         | Parlament                 | Unicameral         | 1966                            | Protectoratul Bechuanaland             |
| Kiribati         | Alegeri directe           | Unicameral         | 1979                            | Protectorat                            |
| Guyana           | Alegeri semidirecte       | Unicameral         | 1970                            | Monarhie constituțională               |
| Marshall Islands | Parlament                 | Bicameral          | 1979                            | Teritoriu al ONU                       |
| Nauru            | Parlament                 | Unicameral         | 1961                            | Tutelă a ONU                           |
| Africa de Sud    | Parlament                 | Bicameral          | 1975                            | Monarhie constituțională               |
| Suriname         | Parlament                 | Unicameral         | 1987                            | stat autonom în Regatul Țărilor de Jos |

## Lista republicilor parlamentare cu forme atipice de conducere
| Țară                             | Conducere | Structura camerală | Adopția republicii parlamentare | Forma guvernamentală anterioară      |
| -------------------------------- | --- | ------------------ | ------------------------------- | ------------------------------------ |
| Statele Federate ale Microneziei | Președintele și vicepreședintele sunt aleși de către Congresul Statelor Federale ale Microneziei pe mandat de patru ani. | Unicameral         | 1986                            | Teritoriu al ONU                     |
| San Marino                       | Doi șefi de stat și șefi de guvern.                                                                                      | Unicameral         | 1291                            | Teocrație (parte din Statele Papale) |
| Elveția                          | Consiliu de directori este ales de parlament prin vot la o ședință comună a camerelor.                                   | Bicameral          | 1849                            | Confederație                         |